# Jorge Preca
Jorge Preca, em maltês Ġorġ Preca (Valeta, 12 de fevereiro de 1880 — Santa Venera, 26 de julho de 1962) foi um sacerdote católico maltês. Em Malta, é carinhosamente conhecido como "Dun Ġorġ" e é popularmente chamado de "Segundo Apóstolo de Malta" (após Paulo de Tarso).

## Vida e obras
Cresceu em Valeta, perto do Santuário de Nossa Senhora do Carmo, onde recebeu o escapulário. Ao sentir o chamado divino ao sacerdócio entrou para o seminário maior da diocese e estudou filosofia e teologia. Foi ordenado padre no dia 22 de dezembro de 1906.
Logo após a ordenação começou a sua missão reunindo a seu redor um pequeno grupo de jovens, imprimindo em seus corações os princípios morais, o temor de Deus e a consciência do infinito amor que Deus nutre pela humanidade. Com este grupo iniciou posteriormente a "Sociedade de Doutrina Cristã", que comumente é conhecida como MUSEUM ( iniciais de "Magister, Utinam Sequatur Evangelium Universus Mundus" = "Senhor, que o mundo inteiro siga o Evangelho"). Cada membro desta sociedade deve buscar a perfeição cristã, tendo como modelo o Cristo Crucificado. Sua vida de íntima união com Cristo na Igreja se fortalece pela participação ativa aos sacramentos, pela mortificação e renúncia de si para cumprir a vontade de Deus, bem como pela direção espiritual e oração unida ao trabalho cotidiano.

## Espiritualidade
O padre Jorge conseguiu reelaborar as muitas formas de espiritualidade existentes para o bem espiritual de sua sociedade. A vida e a espiritualidade de São Vicente de Paulo, São Filipe Néri, Santo Afonso Maria de Liguori, São Francisco de Assis, Santo Inácio de Loyola, Santa Teresa de Jesus e São João da Cruz foram muito estudadas por ele. O pensamento central de sua espiritualidade e teologia foi a encarnação: «E o Verbo se fez carne» (João 1:1).

## Relação com os carmelitas
Desde criança usou o escapulário. Já adulto quis se comprometer mais no seguimento a Maria e por isso entrou para a Ordem Terceira do Carmo. Foi inscrito na mesma em Santa Venera no dia 21 de julho de 1918 e professou no dia 26 de setembro do ano seguinte. Sempre se sentiu membro da família carmelita até mesmo ao ponto de muitas vezes, em seus escritos, se apresentar como carmelita, utilizando seu nome de terciário (Franco) em lugar do seu. Foi afiliado à Ordem do Carmo pelo Prior-geral Kilian Lynch.
O padre Preca viveu os últimos anos de sua vida em Santa Venera, na paróquia dos carmelitas, onde antes de passar para a vida eterna foi confortado com os santos sacramentos pelo padre Kilian Azzopardi, O. Carm.